# Mount Gorecki
Mount Gorecki ist ein rund 1110 m hoher Berg im westantarktischen Queen Elizabeth Land. In der Neptune Range der Pensacola Mountains ragt er am südöstlichen Ausläufer der Schmidt Hills auf.
Teilnehmer des transkontinentalen Nonstop-Antarktisfluges der United States Navy am 13. Januar 1956 vom McMurdo-Sund zum Weddell-Meer und zurück entdeckten und fotografierten ihn. Das Advisory Committee on Antarctic Names benannte ihn 1957 nach Francis Gorecki, Funker an Bord der P2V-2N Neptune, mit der dieser Flug bewerkstelligt wurde.